# زیلکه پیلن
زیلکه پیلن (آلمانی: Silke Pielen؛ زادهٔ ۲۹ اوت ۱۹۵۵) شناگر اهل آلمان بود.